# Eddie Nolan
Eddie Nolan (Waterford, 1988. augusztus 5.) ír válogatott labdarúgó, jelenleg a Scunthorpe United játékosa Preston North Endtől kölcsönben.